# Саевич, Мирослав
Мирослав Саевич (пол. Mirosław Sajewicz; 24 апреля 1956 года, Пшемысль, ПНР — 29 января 2016 года, Душники-Здруй, Польша) — польский футболист. Играл на позиции нападающего.

## Биография
За свою карьеру играл во многих клубах. В высшей лиге дебютировал в сезоне 1981-82 года в составе клуба Видзев (Лодзь). Всего в польской высшей лиге сыграл в составе клубов «Видзев» (Лодзь), «Радомяк» и «Сталь» (Мелец) 63 матча, в которых забил 12 голов. В составе Видзева дважды становился чемпионом Польши.
В 1987 году уехал играть в Финляндию, где выступал в местной высшей лиге за команды «Оулу Паллоильят» и «Миккелин Паллоильят». В финале кубка Финляндии 1983 года забил хет трик, который правда не позволил его клубу выиграть кубок, так как матч закончился со счётом 4:5 в пользу команды «Куусюси». По итогам опроса газеты Kaleva в 2010 году признан одним из лучших игроков за всю историю клуба. Всего в Финляндии сыграл 62 матча чемпионата страны, забив 23 гола.
По возвращении из Финляндии играл за клубы низших лиг. Завершил карьеру во время зимнего перерыва сезона 1993/94 годов.
Жил в Душниках-Здруе. Был в числе основателей команды ветеранов «Видзева». Первым открыл магазин с сувенирной продукцией клуба.
Похоронен в Душниках-Здруе.